# Недзельський Микола Васильович
Недзельський Микола Васильович (нар. 24 лютого 1951, Київ) — український художник , працює в галузі  комп'ютерного мистецтва, або ж медіа-арт, графік і фотохудожник,  поет, композитор, педагог. Представник   Нової хвилі. Куратор і учасник мистецьких проектів,  андеграундних  та  сучасних  виставок.  Роботи  зберігаються в  Україні,  Великій Британії та інших країнах. 

## Життєпис
Микола Недзельський народився 24 лютого 1951 року в Києві. 
У 1974 закінчив Національний технічний університет України «Київський політехнічний інститут імені Ігоря Сікорського»  (КПІ) , спеціальність кібернетика.  Окрім отримання наукових знань,  розширював  кругозір в галузі світового  сучасного мистецтва. Опанувавши навички технічних засобів передачі інформації, М.Недзельский влаштовував слайд-покази  зібрань тієї частини образотворчого мистецтва, яку не викладали в офіційних вишах, включаючи постімпресіонізм, абстракціонізм, сюрреалізм та інші напрямки. На лекції Недзельского приходило чимало вільно мислячої молоді,  —  і до нього на квартиру по вул. Рейтарській, і до приміщень Будинку Вчителя та в клубах, де він домовлявся про аудиторію. Захоплюючись  історією світового мистецтва,  Микола вдосконалював свою художню практику в галузі живопису, графіки , фотографії та створення експериментальних творів на основі комп’ютерної технології. 
У 1970-х  Микола був серед організіторів  київського об'єднання «Рух»,  де збиралися літератори, вчені, митці й обговорювали  новітні течії , «самвидав» тощо. Організатори «Руху»  - Ю. Косін,  М. Недзельський  і С. Федоринчик – влаштували дві  авангардні виставки у 1977 (клуб «Берізка», вул.Червоноармійська, 136) та  у 1978 ( Київський Міський Будинок Учителя, вул. Володимирська, 57).  Завдяки цим виставкам про свою творчість заявили    андеграундні митці, яких не визнавали офіційно і які не мали змоги показати свої твори широкому  глядацькому загалу:  Микола Трегуб , Вудон Баклицький, Олександр Костецький, Микола Залевський, Олена Голуб, Володимир Богуславський та інші.
Згодом  Недзельский вдосконалював свою майстернісь, навчаючись  мистецтву фотографії в  Інституті журналістської майстерності СЖУ  (1986).  Свої знання згодом  почав передавати наступному поколінню  у викладацькій діяльності. Працював керівником Кіностудії Палацу Культури ВАТ «Більшовик» ( 1990 — 1996 ).   У  Київському Політехнічному Інституті, Поліграфічному факультеті, на кафедрі графіки М.Недзельский працював викладачем фотографії, книжкового оформлення та  кольорознавства  (1996  — 2002 ). Як фотохудожник брав участь в оформленні публікацій , що висвітлювали проблеми й досягнення сучасного мистецтва.. 

З розвитком  інтернету основні творчі процеси М.Недзельського відбуваються в мережі, останнім часом здебільшого працює  як фрілансер.
Мешкає в Києві.

## Творчість
Свій творчий шлях розпочав з опозиційного до соцреалізму неофіційного мистецтва —  андеграунду, коли у 1970-х роках почав створювати графіку й живопис у стилі абстракціонізму  і  неоекспресіонізму.  Шукаючи власний шлях у сучасному мистецтві,  захопився мультимедійністю —  поєднанням кольору, звуку й рухомих зображень.
Енциклопедія сучасної України у статтях  «Медіа-арт», та «Мистецтво Кібернетичне»  відмічає М.  Недзельського  серед тих, хто стояв на початку розвитку цього напрямку в Україні: «У 1970-х рр. кібернетик і фотограф М. Недзельський з комп’ютерною підтримкою почав створювати «Відеопалімпсести» (1972), фільми з ускладненою колажністю (переважно світло-кольору, безпредметності й звуків), з додатковою слайд-проекцією». ..

Створює на комп’ютері музичні твори, які асоціює  з поетичними й візуальними. . 
.  
У візуальній творчості Микола постійно знаходить різні нові  ракурси  виразності,  співставляючи фотографічні й живописні прийоми у  складних багатошарових композиціях, застосовує колажний принцип..  

### Участь у виставках
- 2001  —  Фотогалерея "Ексар"
- 1998  — Фотоклуб " Ікар"
- 1997  —Центр сучасного мистецтва "Дах"
- 1996  — Будинок "Благо"
- 1995  —Галерея "Стародавній Київ "
- 1994  —Музей" Київська фортеця "
- 1993  — Будинок актора
- 1988 — Театральний клуб